# حبيل العماجري (طور الباحة)

تعديل مصدري - تعديل

حبيل العماجـري هي إحدى قرى عزلة طور الباحة بمديرية طور الباحة التابعة لمحافظة لحج، بلغ تعداد سكانها 21 نسمة حسب تعداد اليمن لعام 2004.